# 欧洲山毛榉
欧洲山毛榉，又名欧洲水青冈，是壳斗科山毛榉属的一种落叶植物。

## 自然分布
欧洲山毛榉的分布范围从瑞典南部（以及挪威南部的一些偏僻的地方）到意大利中部，向西到法国、英格兰南部、葡萄牙北部、西班牙中部，往东到土耳其东北部，在那里与东方山毛榉混合在一起，再往东则被其取代。在巴尔干，与东方山毛榉有一些杂交种，这些杂交种被命名为Fagus x taurica。在其分布范围的南部地中海周边，它只在海拔为600－1800米的山区森林生长。尽管其通常被认为是英格兰南部原产，最近的证据表明直到公元前4000年或者说冰河世纪的2000年后，它还没有在英格兰生长。它有可能被石器时期的人类引入，他们用其果实作为食物。山毛榉被分类为英格兰南部的本地物种，北部的非本地物种。哈里·戈德温爵士记录了铁器时期英格兰北部的本地授粉记录。

## 描述
欧洲山毛榉是一个大型树种，高度可达49米，树干直径可达3米。其高度通常为25－35米，直径为1.5米以上。10年的树苗可长到4米高，寿命通常为150－200年，甚至达到300年。产地不同，外观也有区别。在森林里，树干很长，为浅灰色，树冠较窄，树枝较直；在良好光照条件下独立生长的树则树干较短，树冠较大，覆盖范围较宽，树枝非常长。
树叶是互生的、完整或者在边缘有很小的圆锯齿，5－10厘米长，3－7厘米宽，每侧有6－7个叶脉。如果有圆锯齿的话，每一个叶脉通向一个齿，在叶脉之间没有齿。芽又长又细，15－30毫米长，2－3毫米厚，如果芽包括花芽的话厚度为4－5米。山毛榉的树叶通常并不在秋天脱落，而是继续留在树上直到春天，这个过程被称为枯而不落。这种情况尤其在树苗阶段发生，不过在成熟以后也发生在较低的树枝上。
欧洲山毛榉在树龄30－80岁之间开始开花。其花为小型的柔荑花，在春天叶子发芽后不久出现。其种子被称为山毛榉果，是小型的三角形坚果，15－20毫米长，底部7－10毫米宽，每一个壳斗有两枚种子，授粉5－6个月后的秋天成熟。如果夏天炎热、日光充足且干燥，花和种子数量尤其丰富，但很少连续两年如此。果实是鸟类、啮齿目、以前还有人类的重要食物，尽管被人类食用的数量非常少。对人类略有毒性，如果服用过量会导致单宁酸摄入过多。尽管如此，19世纪，英格兰中部用它榨油，用作烹饪和点灯。果实通过浸泡后单宁酸被过滤，然后制作为面粉食用。

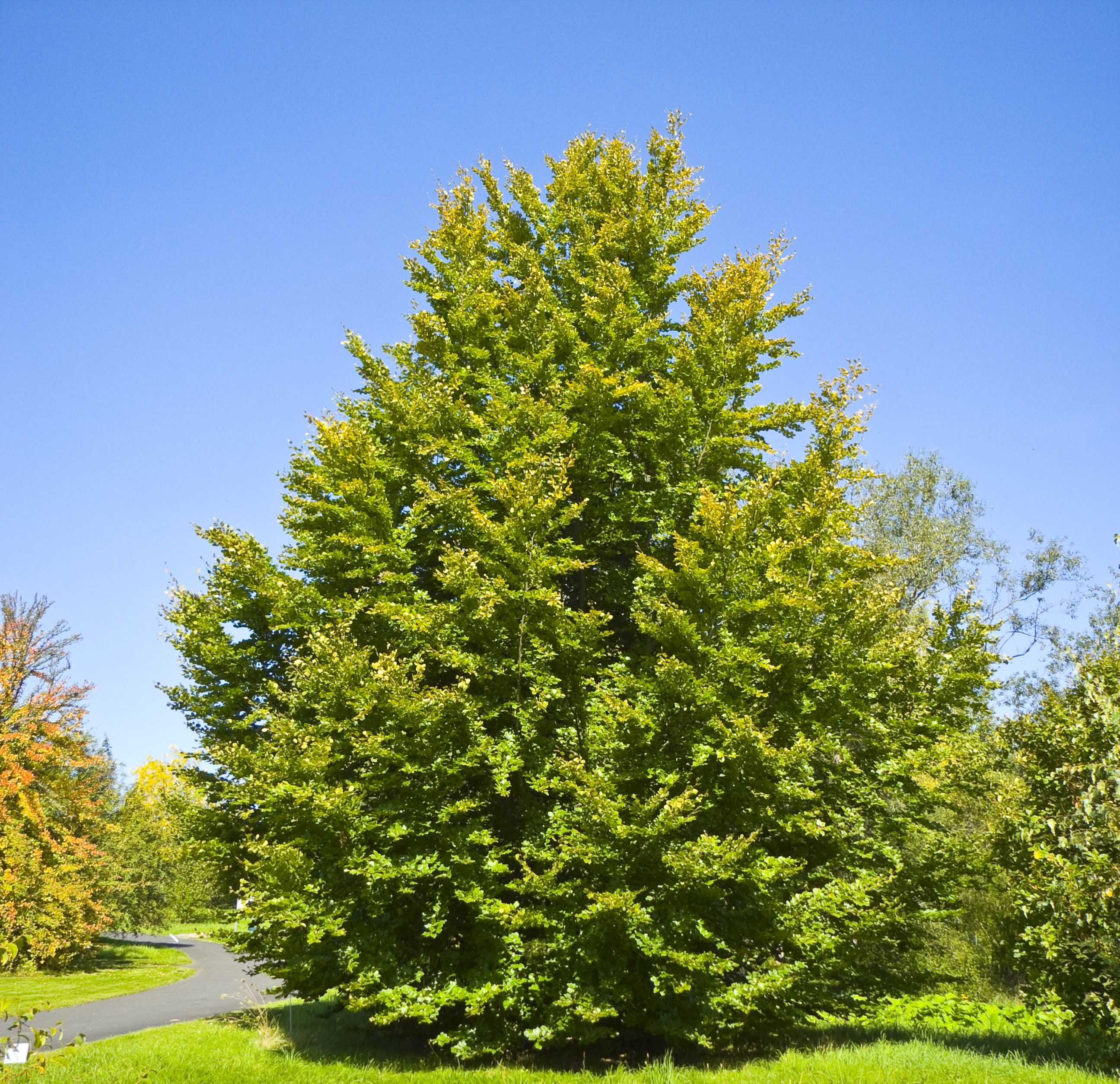
植株
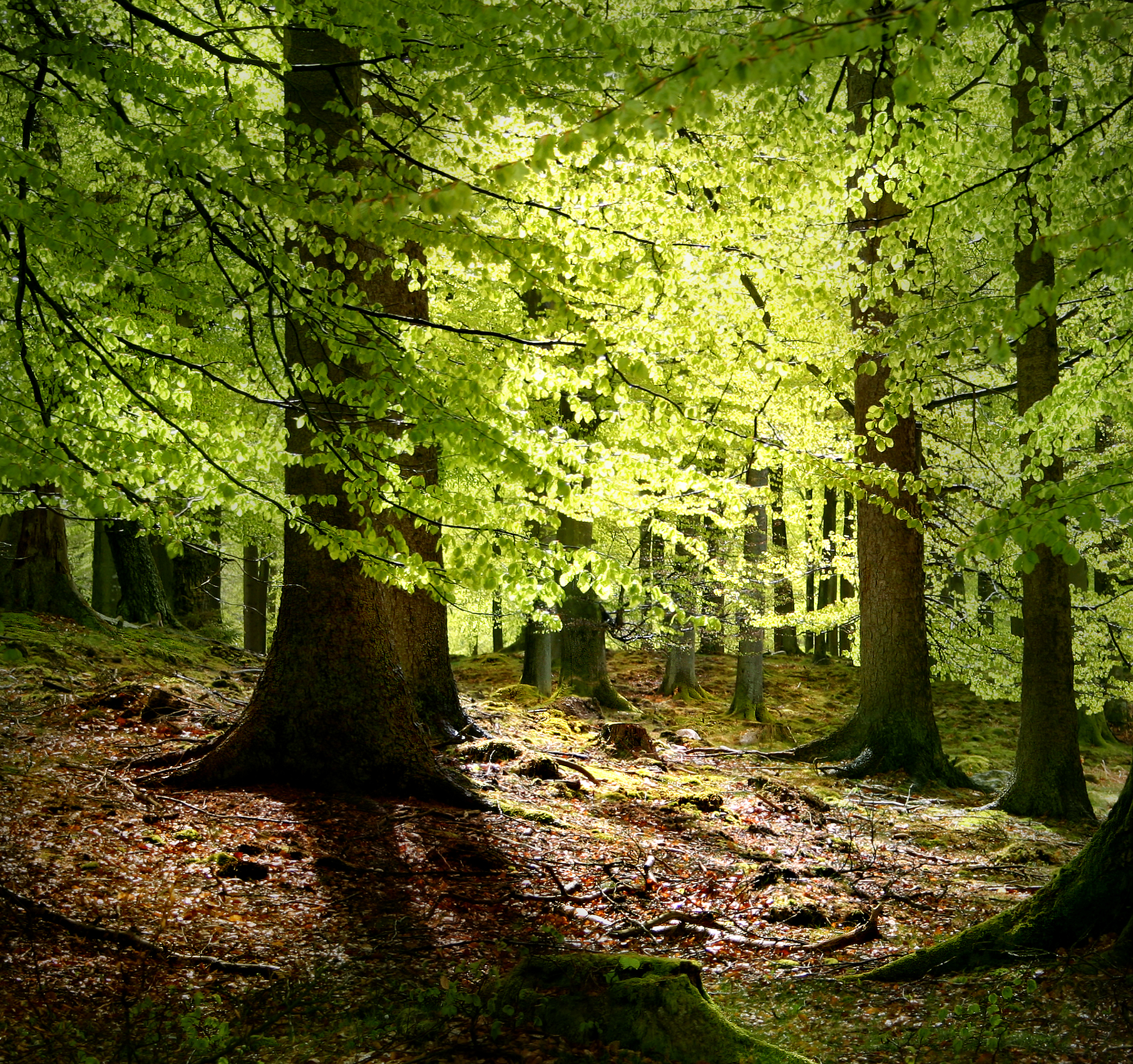
簇葉
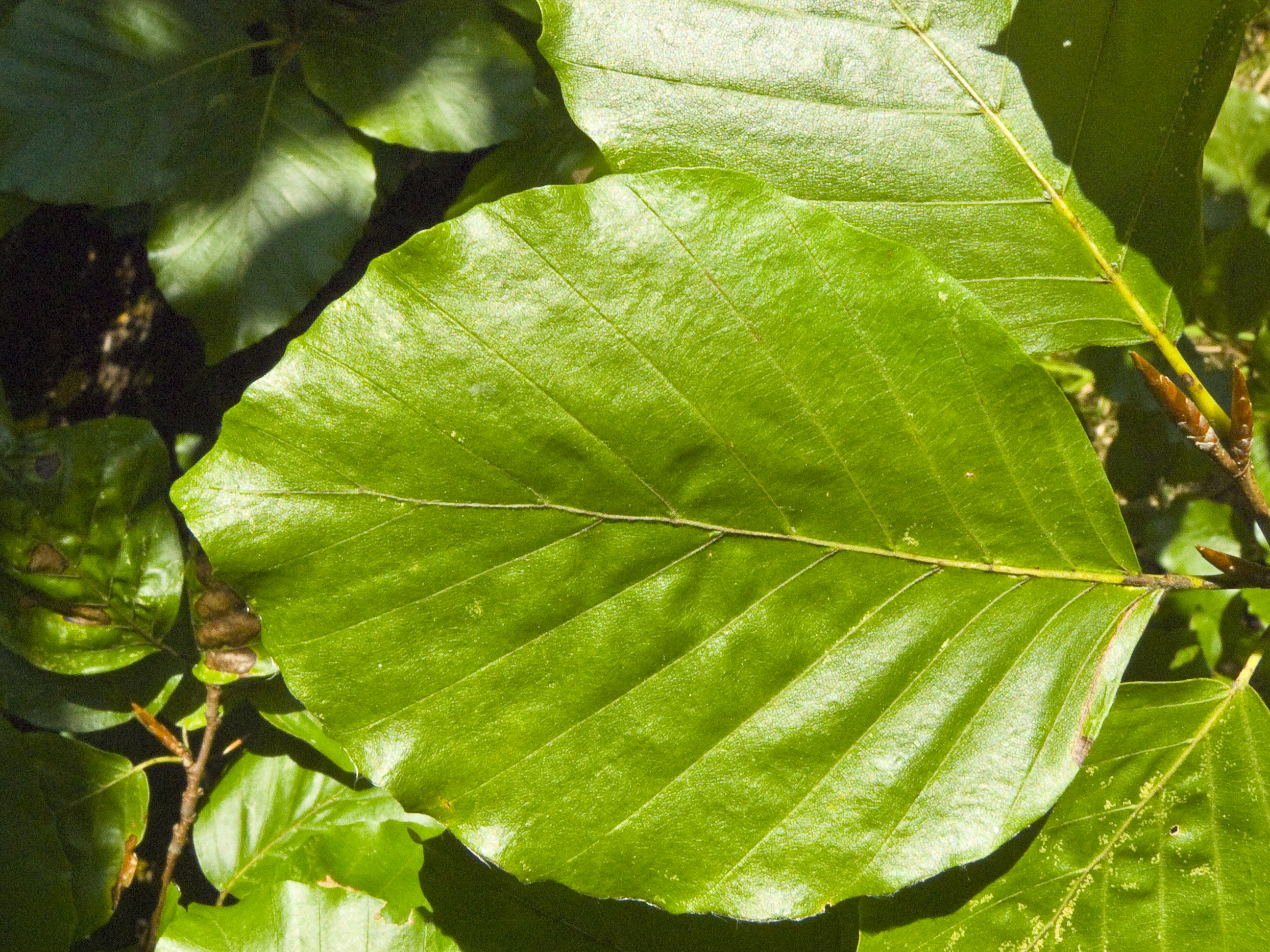
葉
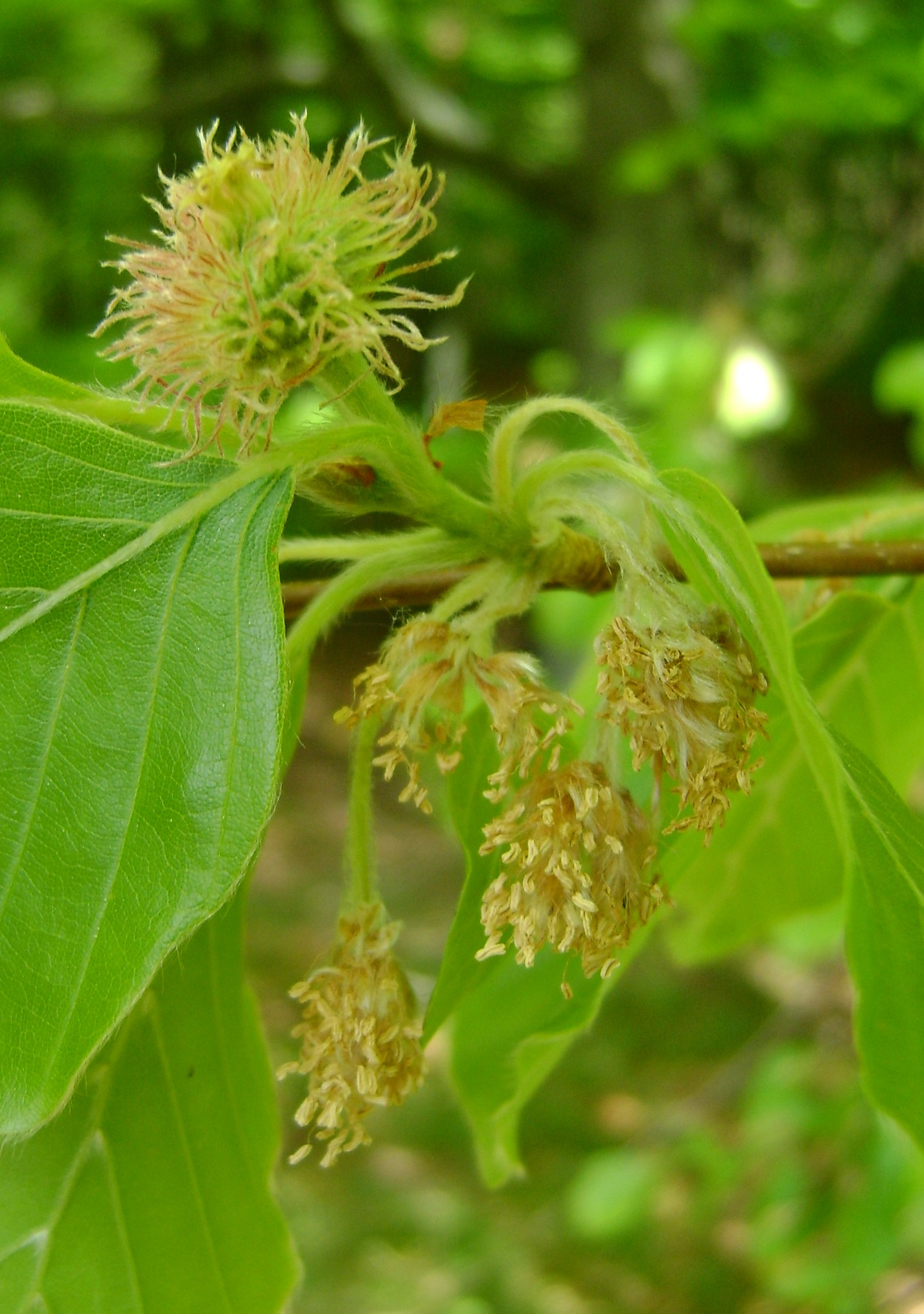
葇荑花序
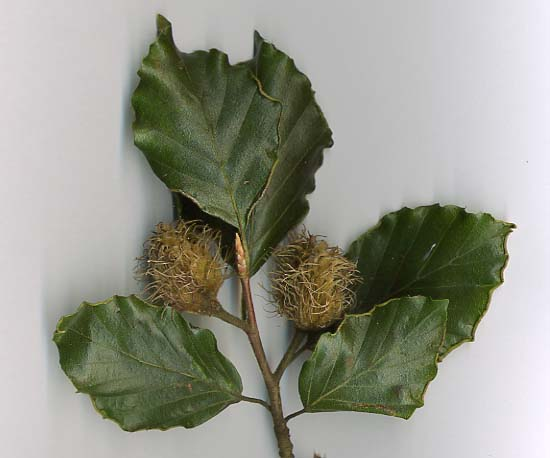
果实
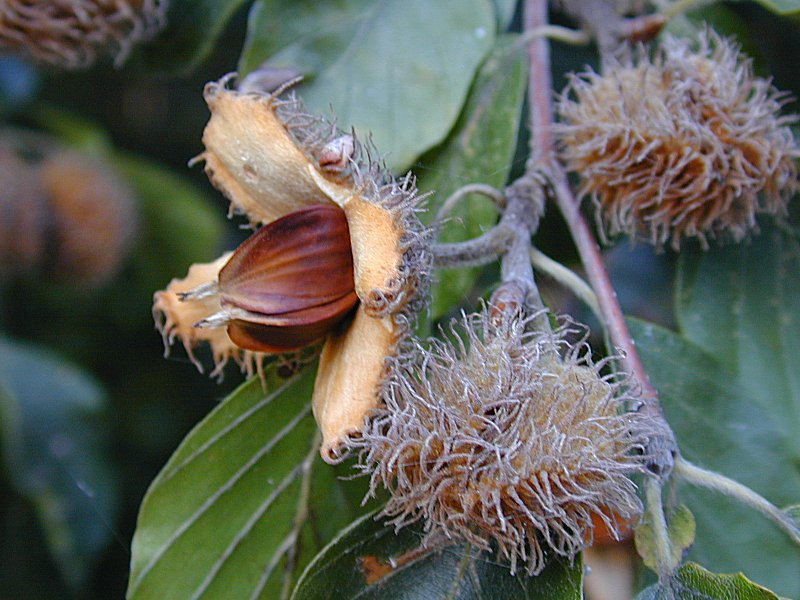
堅果
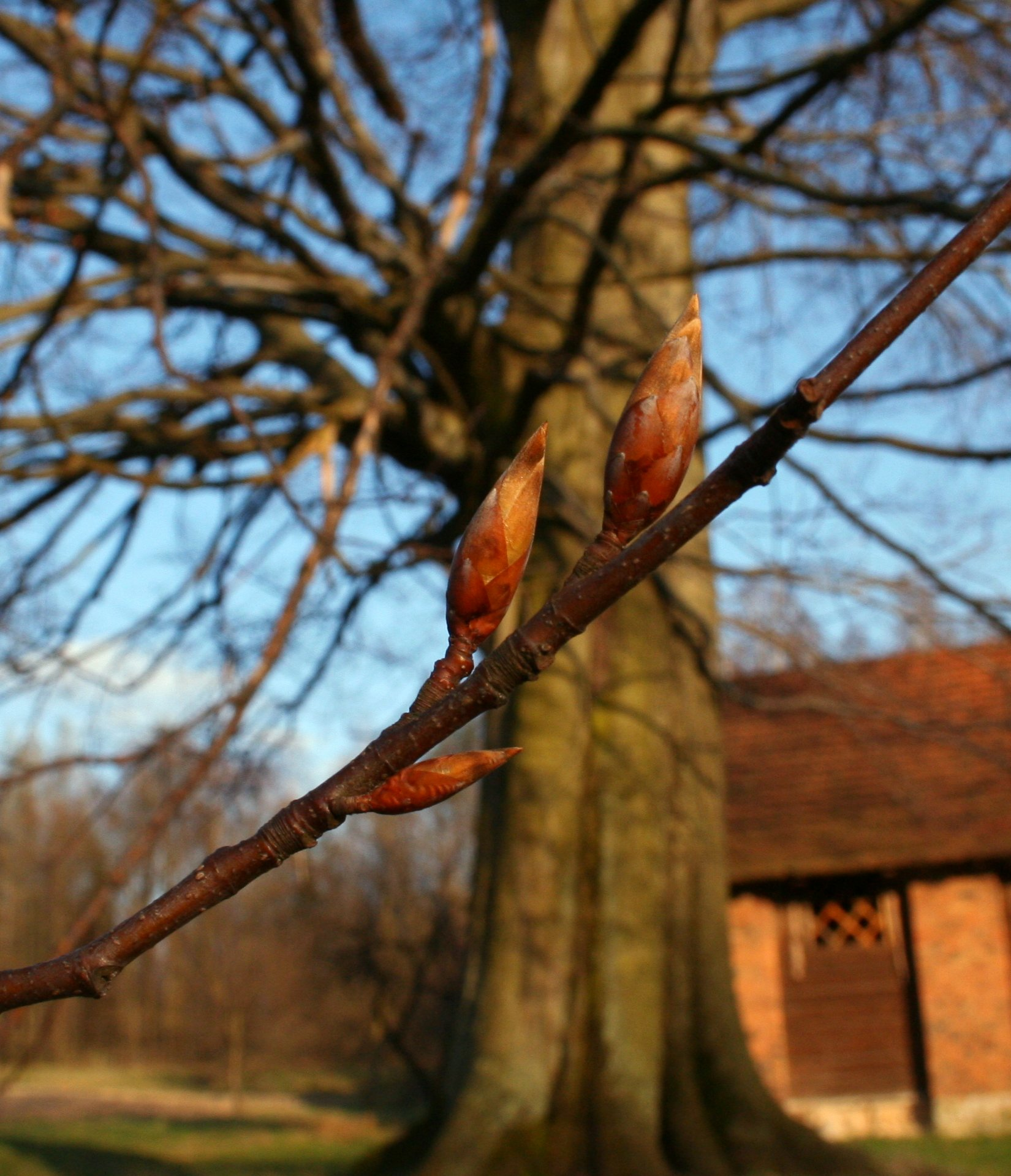
嫩芽
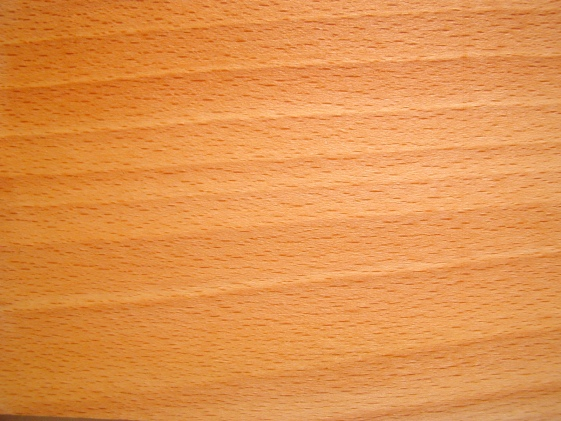
木材紋理

## 生长习性
欧洲山毛榉可适应气候和温度范围较大，并只需要很少的土壤。尽管对土壤的种类没有要求，欧洲山毛榉的生长有几个重要的条件：潮湿的空气和排水良好的土壤。它喜欢温和的沃土、石灰质或者轻酸性，因此山坡比粘土盆地更适合其生长。它可以在冬季的严寒下生存，但是容易在春季霜冻。在挪威的海洋性气候下生长良好，往北一直分布到特隆赫姆。

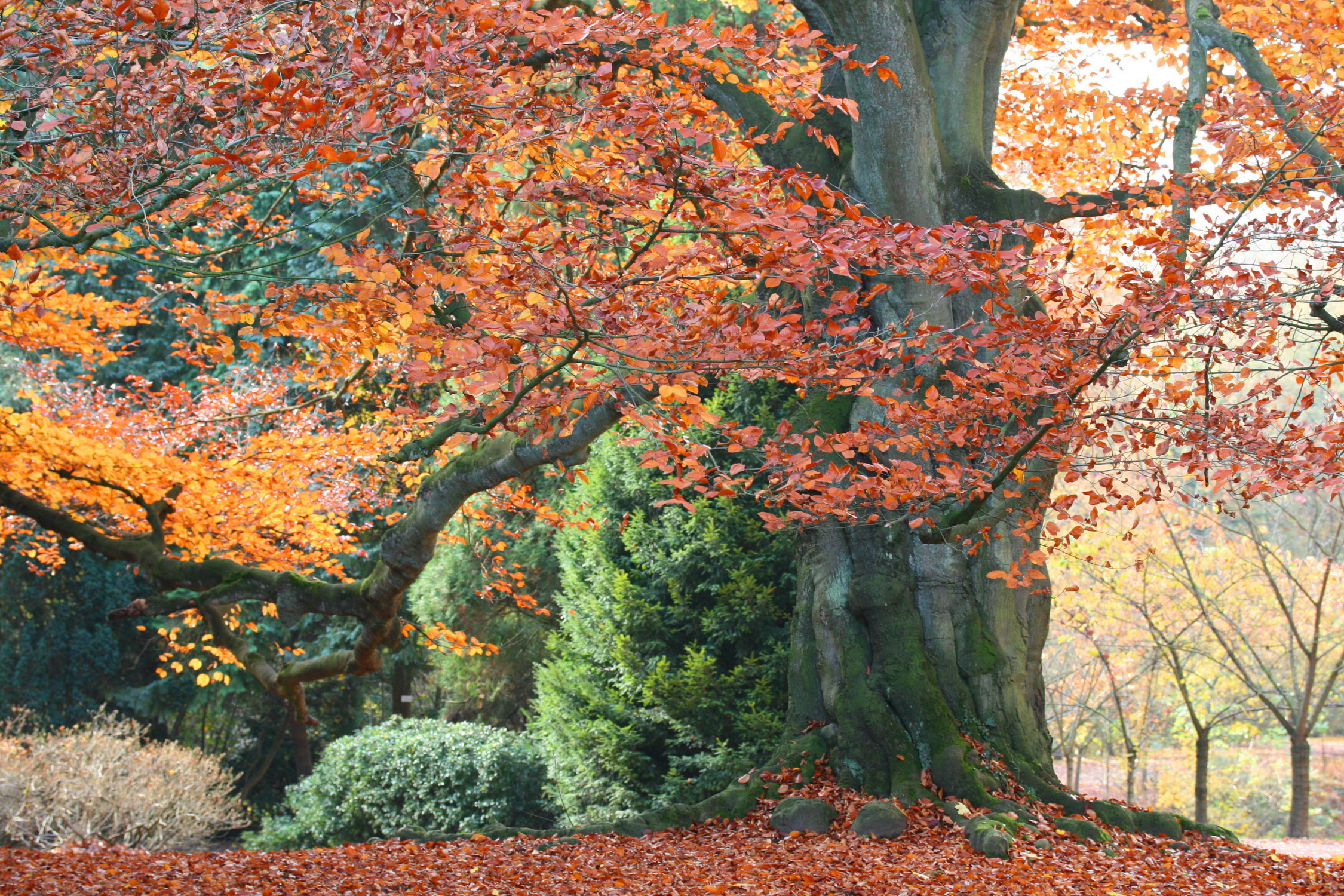
欧洲山毛榉

山毛榉森林非常黑暗，由于阳光很难到达地面，只有很少的物种可以存活。山毛榉树苗喜欢一些树荫，在阳光充足的情况下可能生长不良。在一些砍伐过的森林里，欧洲山毛榉萌芽，然后死于过度干燥。它们在有稀疏树叶的橡树下生长，之后迅速在高度上超过橡树，之后由于山毛榉稠密的树叶，橡树死于缺乏阳光。林农为了保证橡树的生长而将山毛榉的树苗从离地10厘米处砍去，可以制作宏伟的盆景。
山毛榉根系浅，大根向四面八方蔓延。它形成菌根，包括很多种类的真菌，包括牛肝菌属、喇叭菌属、乳菇属等。这些菌属对于从土壤吸收水分和营养非常重要。
在英国南部的林地，从卡迪根（Cardigan）到萨福克（Suffolk）有一条线，欧洲山毛榉超过了橡树和榆树，占据优势。这条线往北，橡树占了统治地位。最美的欧洲山毛榉树林之一位于比利时布鲁塞尔，称为索尼娅森林（Forêt de Soignes）。山毛榉是法国的一个重要树种，占法国森林的10%。

## 用途
欧洲山毛榉不仅在欧洲，且在北美和紐西蘭均為非常受欢迎的公园和大花园的观赏树木。
欧洲山毛榉的细密纹理使它易于加工、染色、油漆和粘合，而蒸汽將使其更易於加工。成型良好，抗压能力强，不易分裂。但因欧洲山毛榉弯曲时较硬，有时不易於铣削。它能制作成多种物体，尤其是小型木器，例如家具。只要不拿到室外，椅子、地板和楼梯等，欧洲山毛榉几乎可以做任何重型结构支撑。但如果没有焦油蒸馏保护，欧洲山毛榉則容易腐烂。尽管使用不多，它比其他许多阔叶树更适合做纸浆，也被认为是最好的壁炉燃料之一。

## 外部連結
- Beech Tree Collection - Photographs By Louis K. Meisel, NY （页面存档备份，存于）
- Images, location details, and measurements of remarkable beeches （页面存档备份，存于）
- Den virtuella floran - Distribution （页面存档备份，存于）